# Gråbrynad timalia
Gråbrynad timalia (Pellorneum nigrocapitatum) är en fågelart i familjen marktimalior inom ordningen tättingar.

## Utbredning och systematik
Gråbrynad timalia förekommer på Malackahalvön, Sumatra, Bangka och Belitung samt i norra Natunaöarna. Den behandlas antingen som monotypisk eller delas in i två underarter med följande utbredning:
- Pellorneum nigrocapitatum nigrocapitatum — Malackahalvön till Singapore, norra Natuasöarna och Belitung
- Pellorneum nigrocapitatum nyctilampis – Sumatra och ön Bangka

Gråbrynad timalia och vitbrynad timalia (Pellorneum capistratoides) kategoriserades tidigare som en del av svartkronad timalia (Pellorneum capistratum).

## Status
Internationella naturvårdsunionen IUCN kategoriserar den som livskraftig, men inkluderar vitbrynad timalia i bedömningen.